# Штатгальтер (Шлезвиг-Гольштейн)
Штатгальетры Шлезвиг-Гольштейна (lat. produx cimbricus), или губернаторы Шлезвиг-Гольштейна — представители королей Дании в принадлежащих им королевских частях двух герцогств..

## История

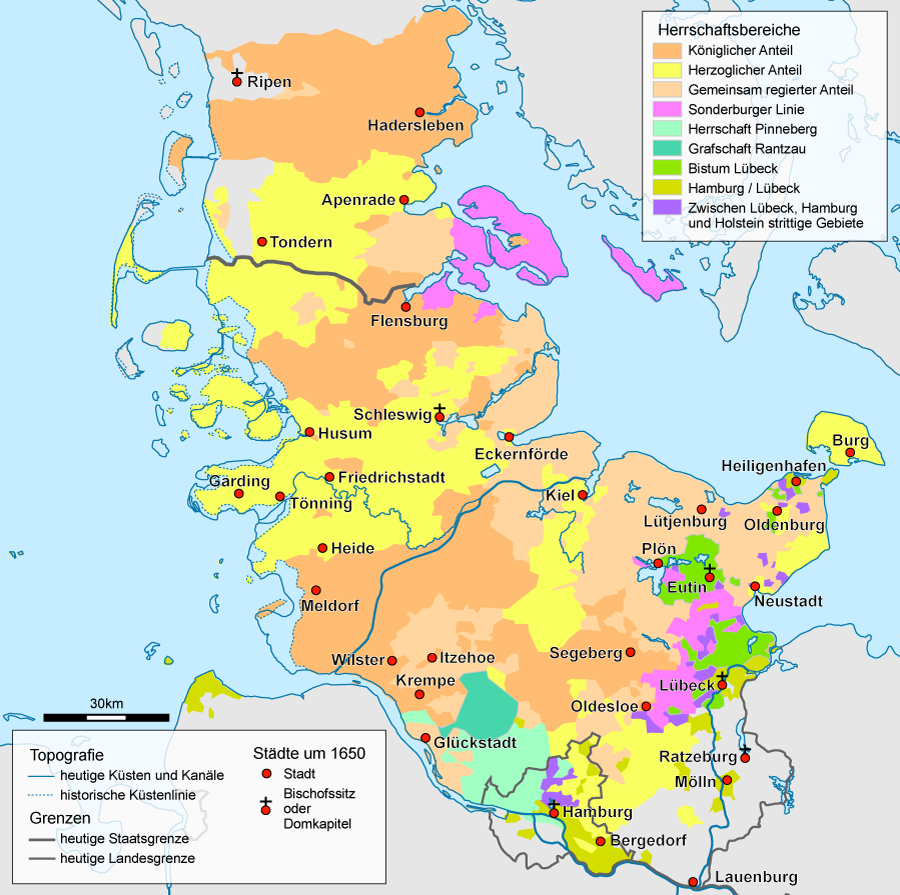
Шлезвиг и Гольштейн в 1650 году.

Со времен средневековья Шлезвиг-Гольштейн представлял собой лоскутное одеяло из более мелких административных единиц (амтов), принадлежавших различным государям. Северное герцогство Шлезвиг было феодальным владением датских королей, а южное герцогство Гольштейн — императоров Священной Римской империи. В качестве администраторов герцогства Шлезвиг использовались ярлы, которыми были в основном члены датской королевской семьи. Через наследство и бартерные сделки два герцогства были переплетены на протяжении веков. Датская королевская семья получила помимо собственного суверенитета над Шлезвигом ещё и власть над Гольштейном; и с тех пор датский король был герцогом СРИ.
В 1544 году король Кристиан III его братья герцоги Ганс Старший и Адольф I владели владениями в Шлезвиге и Гольштейне, в результате чего были созданы дополнительные вымороченные герцогства Шлезвиг-Гольштейн-Готторп и Шлезвиг-Гольштейн-Хадерслебен (после смерти Ганса в 1580 году его герцогство было наследником датского престола Фредериком и Адольф разделили его герцогство между собой.). С 1544 года Шлезвиг-Гольштейн был разделен на королевскую и герцогскую части. Важную роль в регионе играли Любекское княжество-епископство, графство Гольштейн-Пиннеберг (до 1640 года), и отдельные герцогства вроде Шлезвиг-Гольштейн-Зондербург, Шлезвиг-Гольштейн-Плён и Саксен-Лауэнбург (в то время не входило в состав Шлезвиг-Гольштейна).
Не следует путать с этими губернаторами Шлезвиг-Гольштейнское губернаторство с 1849 по 1851 г. Это было правительство, установленное общегерманской центральной властью.

## Должность
В то время как правителями герцогской доли (или доли Готторпа) были герцоги Шлезвиг-Гольштейн-Готторп, правителем королевской доли оставался датский король, который назначал для управления своими территориями штатгальтера. Должность была высшей позицией в королевской части, в основном её получали члены королевской семьи или в знак признания особых заслуг. Они обладали обширными полномочиями и с 1648 года возглавляли канцелярию государственной и судебной власти, которая была основана во Фленсбурге и в 1649 году переехала в Глюкштадт.